# Йохан IV фон Глайхен-Ремда
Йохан IV (II) фон Глайхен-Ремда (на немски: Johann IV (II) von Gleichen-Remda; † 28 март 1567) е граф на Глайхен-Ремда.
Той е единственият син на граф Йохан II фон Глайхен-Рембда († 1545) и втората му съпруга Анна фон Глайхен-Тона († сл. 1554), вдовица на Ханс Шенк фон Таутенбург, дъщеря на граф Зигмунд II фон Глайхен-Тона († 1525) и Елизабет фон Изенбург-Бюдинген († ок. 1543). Внук е на граф Ернст XIII фон Глайхен-Рембда-Бланкенхайн († 1504) и съпругата му Маргарета Шенкин фон Таутенбург († 1523), дъщеря на Ханс Шенк фон Таутенбург († сл. 1475) и Анна фон Плауен († 1501).
По-голямата му полусестра Маргарета († 19 март 1570) се омъжва на 4 февруари 1554 г. в Гера за Кристофел фон Плесе (1535 – 1567), бъдещият му зет.

## Фамилия
Йохан IV фон Глайхен-Ремда се жени 1558 г. за Катарина фон Плесе (* 16 август 1533; † между 5 юли 1581 и 13 януари 1606), сестра на зет му Кристофел фон Плесе, дъщеря на Дитрих фон Плесе 'Млади', господар на Плесе († 22 май 1571), и Катарина фон Ройс фон Плауен († ок. 1555/1556). Те имат децата:
- Анна (Катарина) фон Глайхен-Ремда († 3 март 1598), омъжена на 26 септември 1585 г. в Бирщайн за граф Волфганг Ернст I фон Изенбург-Бюдинген, бургграф фон Гелнхаузен (1560 – 1633)
- Урсула фон Глайхен-Ремда († 20 септември 1625 в Хунген), омъжена I. на 19 септември 1585 г. във Вехтерсбах за граф Волфганг фон Изенбург-Ронебург-Бюдинген-Келстербах (1533 – 1597), II. на 12 февруари 1604 г. в Бирщайн за граф Ото фон Золмс-Браунфелс-Хунген (1572 – 1610)
- Георг Рудолф фон Глайхен-Ремда (* 1563; † 15 март 1596), записан да следва в университет Йена (1573) и в Ремда (1587)

Вдовицата му Катарина фон Плесе се омъжва втори път на 19 април 1572 г. в Заалфелд за фрайхер Симон фон Унгнад-Вайсенволф-Зонег-Валденщайн, граф фон Мюнхенбернсдорф († 1603/1607).